# 全米男子カレッジバスケットボール年間最優秀選手賞一覧
全米男子カレッジバスケットボール最優秀選手賞の一覧（英語: List of U.S. men's college basketball national player of the year awards）は、アメリカ合衆国のカレッジ・バスケットボールにおける最優秀選手賞 (MVP) の一覧。カレッジバスケの最優秀選手賞は全部で6つあり、これらの賞を年間で総なめした選手はコンセンサス全米カレッジ最優秀選手（コンセンサス・ナショナル・プレーヤー・オブ・ザ・イヤー, 英語: Consensus national player of the year）と見なされる。

## 賞一覧
| 賞名                                                           | スポンサー                         | 初回受賞年 |
| -------------------------------------------------------------- | ---------------------------------- | ---------- |
| ネイスミス・カレッジ最優秀選手賞                               | アトランタ・ティップオフ・クラブ   | 1969年     |
| AP通信カレッジバスケットボール最優秀選手賞                     | AP通信                             | 1961年     |
| ジョン・R・ウッデン賞                                          | ロサンゼルス・アスレチック・クラブ | 1977年     |
| オスカー・ロバートソン賞                                       | 米国バスケットボールライター協会   | 1959年     |
| NABC最優秀選手賞                                               | 全米バスケットボールコーチ協会     | 1975年     |
| スポーティングニュース男子カレッジバスケットボール最優秀選手賞 | スポーティングニュースマガジン     | 1943年     |

## 歴代受賞者一覧
| ^ | その年度にすべての賞を総なめした選手を示す (コンセンサス・ナショナル・プレーヤー・オブ・ザ・イヤー) |
| * | ネイスミス・バスケットボール殿堂入り選手を示す                                                      |

| 年度    | ネイスミス賞              | AP通信賞                      | ジョン・ウッデン賞       | オスカー・ロバートソン賞            | NABC賞                                    | スポーティングニュース賞    |
| ------- | ------------------------- | ----------------------------- | ------------------------ | ----------------------------------- | ----------------------------------------- | --------------------------- |
| 1957–58 | —                         | —                             | —                        | —                                   | —                                         | オスカー・ロバートソン*     |
| 1958–59 | —                         | —                             | —                        | オスカー・ロバートソン*             | —                                         | オスカー・ロバートソン (2)* |
| 1959–60 | —                         | —                             | —                        | オスカー・ロバートソン (2)*         | —                                         | オスカー・ロバートソン (3)* |
| 1960–61 | —                         | ジェリー・ルーカス*           | —                        | ジェリー・ルーカス*                 | —                                         | ジェリー・ルーカス*         |
| 1961–62 | —                         | ジェリー・ルーカス (2)*       | —                        | ジェリー・ルーカス (2)*             | —                                         | ジェリー・ルーカス (2)*     |
| 1962–63 | —                         | アート・ヘイマン              | —                        | アート・ヘイマン                    | —                                         | アート・ヘイマン            |
| 1963–64 | —                         | ゲイリー・ブラッズ            | —                        | ウォルト・ハザード                  | —                                         | ビル・ブラッドリー*         |
| 1964–65 | —                         | ビル・ブラッドリー*           | —                        | ビル・ブラッドリー*                 | —                                         | ビル・ブラッドリー (2)*     |
| 1965–66 | —                         | カジー・ラッセル              | —                        | カジー・ラッセル                    | —                                         | カジー・ラッセル            |
| 1966–67 | —                         | ルー・アルシンダー*           | —                        | ルー・アルシンダー*                 | —                                         | ルー・アルシンダー*         |
| 1967–68 | —                         | エルヴィン・ヘイズ*           | —                        | ルー・アルシンダー (2)*             | —                                         | エルヴィン・ヘイズ*         |
| 1968–69 | ルー・アルシンダー*       | ルー・アルシンダー (2)*       | —                        | ピート・マラビッチ*                 | —                                         | ルー・アルシンダー (2)*     |
| 1969–70 | ピート・マラビッチ*       | ピート・マラビッチ*           | —                        | ピート・マラビッチ (2)*             | —                                         | ピート・マラビッチ*         |
| 1970–71 | オースティン・カー        | オースティン・カー            | —                        | シドニー・ウィックス                | —                                         | シドニー・ウィックス        |
| 1971–72 | ビル・ウォルトン*         | ビル・ウォルトン*             | —                        | ビル・ウォルトン*                   | —                                         | ビル・ウォルトン*           |
| 1972–73 | ビル・ウォルトン (2)*     | ビル・ウォルトン (2)*         | —                        | ビル・ウォルトン (2)*               | —                                         | ビル・ウォルトン (2)*       |
| 1973–74 | ビル・ウォルトン (3)*     | デイヴィッド・トンプソン*     | —                        | ビル・ウォルトン (3)*               | —                                         | ビル・ウォルトン (3)*       |
| 1974–75 | デイヴィッド・トンプソン* | デイヴィッド・トンプソン (2)* | —                        | デイヴィッド・トンプソン*           | デイヴィッド・トンプソン*                 | デイヴィッド・トンプソン*   |
| 1975–76 | スコット・メイ            | スコット・メイ                | —                        | エイドリアン・ダントリー*           | スコット・メイ                            | スコット・メイ              |
| 1976–77 | マーカス・ジョンソン      | マーカス・ジョンソン          | マーカス・ジョンソン     | マーカス・ジョンソン                | マーカス・ジョンソン                      | マーカス・ジョンソン        |
| 1977–78 | ブッチ・リー              | ブッチ・リー                  | フィル・フォード         | フィル・フォード                    | フィル・フォード                          | フィル・フォード            |
| 1978–79 | ラリー・バード*           | ラリー・バード*               | ラリー・バード*          | ラリー・バード*                     | ラリー・バード*                           | ラリー・バード*             |
| 1979–80 | マーク・アグワイア        | マーク・アグワイア            | ダレル・グリフィス       | マーク・アグワイア                  | マイケル・ブルックス                      | ダレル・グリフィス          |
| 1980–81 | ラルフ・サンプソン*       | ラルフ・サンプソン*           | ダニー・エインジ         | ラルフ・サンプソン*                 | ダニー・エインジ                          | マーク・アグワイア          |
| 1981–82 | ラルフ・サンプソン (2)*   | ラルフ・サンプソン (2)*       | ラルフ・サンプソン*      | ラルフ・サンプソン (2)*             | ラルフ・サンプソン*                       | ラルフ・サンプソン*         |
| 1982–83 | ラルフ・サンプソン (3)*   | ラルフ・サンプソン (3)*       | ラルフ・サンプソン (2)*  | ラルフ・サンプソン (3)*             | ラルフ・サンプソン (2)*                   | マイケル・ジョーダン*       |
| 1983–84 | マイケル・ジョーダン*     | マイケル・ジョーダン*         | マイケル・ジョーダン*    | マイケル・ジョーダン*               | マイケル・ジョーダン*                     | マイケル・ジョーダン (2)*   |
| 1984–85 | パトリック・ユーイング*   | パトリック・ユーイング*       | クリス・マリン*          | クリス・マリン*                     | パトリック・ユーイング*                   | パトリック・ユーイング*     |
| 1985–86 | ジョニー・ドーキンス      | ウォルター・ベリー            | ウォルター・ベリー       | ウォルター・ベリー                  | ウォルター・ベリー                        | ウォルター・ベリー          |
| 1986–87 | デビッド・ロビンソン*     | デビッド・ロビンソン*         | デビッド・ロビンソン*    | デビッド・ロビンソン*               | デビッド・ロビンソン*                     | デビッド・ロビンソン*       |
| 1987–88 | ダニー・マニング          | ハーシー・ホーキンズ          | ダニー・マニング         | ハーシー・ホーキンズ                | ダニー・マニング                          | ハーシー・ホーキンズ        |
| 1988–89 | ダニー・フェリー          | ショーン・エリオット          | ショーン・エリオット     | ダニー・フェリー                    | ショーン・エリオット                      | ステイシー・キング          |
| 1989–90 | ライオネル・シモンズ      | ライオネル・シモンズ          | ライオネル・シモンズ     | ライオネル・シモンズ                | ライオネル・シモンズ                      | デニス・スコット            |
| 1990–91 | ラリー・ジョンソン        | シャキール・オニール*         | ラリー・ジョンソン       | ラリー・ジョンソン                  | ラリー・ジョンソン                        | ラリー・ジョンソン          |
| 1991–92 | クリスチャン・レイトナー  | クリスチャン・レイトナー      | クリスチャン・レイトナー | クリスチャン・レイトナー            | クリスチャン・レイトナー                  | クリスチャン・レイトナー    |
| 1992–93 | カルバート・チーニー      | カルバート・チーニー          | カルバート・チーニー     | カルバート・チーニー                | カルバート・チーニー                      | カルバート・チーニー        |
| 1993–94 | グレン・ロビンソン        | グレン・ロビンソン            | グレン・ロビンソン       | グレン・ロビンソン                  | グレン・ロビンソン                        | グレン・ロビンソン          |
| 1994–95 | ジョー・スミス            | ジョー・スミス                | エド・オバノン           | エド・オバノン                      | ショーン・レスペルト                      | ショーン・レスペルト        |
| 1995–96 | マーカス・キャンビー      | マーカス・キャンビー          | マーカス・キャンビー     | マーカス・キャンビー                | マーカス・キャンビー                      | マーカス・キャンビー        |
| 1996–97 | ティム・ダンカン          | ティム・ダンカン              | ティム・ダンカン         | ティム・ダンカン                    | ティム・ダンカン                          | ティム・ダンカン            |
| 1997–98 | アントワン・ジェイミソン  | アントワン・ジェイミソン      | アントワン・ジェイミソン | アントワン・ジェイミソン            | アントワン・ジェイミソン                  | アントワン・ジェイミソン    |
| 1998–99 | エルトン・ブランド        | エルトン・ブランド            | エルトン・ブランド       | エルトン・ブランド                  | エルトン・ブランド                        | エルトン・ブランド          |
| 1999–00 | ケニオン・マーティン      | ケニオン・マーティン          | ケニオン・マーティン     | ケニオン・マーティン                | ケニオン・マーティン                      | ケニオン・マーティン        |
| 2000–01 | シェーン・バティエ        | シェーン・バティエ            | シェーン・バティエ       | シェーン・バティエ                  | ジェイ・ウィリアムス                      | シェーン・バティエ          |
| 2001–02 | ジェイ・ウィリアムス      | ジェイ・ウィリアムス          | ジェイ・ウィリアムス     | ジェイ・ウィリアムス                | ドリュー・グッデン & ジェイ・ウィリアムス | ジェイ・ウィリアムス        |
| 2002–03 | T・J・フォード            | デイビッド・ウェスト          | T・J・フォード           | デイビッド・ウェスト                | ニック・コリソン                          | T・J・フォード              |
| 2003–04 | ジャミーア・ネルソン      | ジャミーア・ネルソン          | ジャミーア・ネルソン     | ジャミーア・ネルソン                | ジャミーア・ネルソン & エメカ・オカフォー | ジャミーア・ネルソン        |
| 2004–05 | アンドリュー・ボーガット  | アンドリュー・ボーガット      | アンドリュー・ボーガット | アンドリュー・ボーガット            | アンドリュー・ボーガット                  | ディー・ブラウン            |
| 2005–06 | J・J・レディック          | J・J・レディック              | J・J・レディック         | アダム・モリソン & J・J・レディック | アダム・モリソン & J・J・レディック       | J・J・レディック            |
| 2006–07 | ケビン・デュラント        | ケビン・デュラント            | ケビン・デュラント       | ケビン・デュラント                  | ケビン・デュラント                        | ケビン・デュラント          |
| 2007–08 | タイラー・ハンズブロー    | タイラー・ハンズブロー        | タイラー・ハンズブロー   | タイラー・ハンズブロー              | タイラー・ハンズブロー                    | タイラー・ハンズブロー      |
| 2008–09 | ブレイク・グリフィン      | ブレイク・グリフィン          | ブレイク・グリフィン     | ブレイク・グリフィン                | ブレイク・グリフィン                      | ブレイク・グリフィン        |
| 2009–10 | エバン・ターナー          | エバン・ターナー              | エバン・ターナー         | エバン・ターナー                    | エバン・ターナー                          | エバン・ターナー            |
| 2010–11 | ジマー・フレデッテ        | ジマー・フレデッテ            | ジマー・フレデッテ       | ジマー・フレデッテ                  | ジマー・フレデッテ                        | ジマー・フレデッテ          |
| 2011–12 | アンソニー・デイビス      | アンソニー・デイビス          | アンソニー・デイビス     | アンソニー・デイビス                | ドレイモンド・グリーン                    | アンソニー・デイビス        |
| 2012–13 | トレイ・バーク            | トレイ・バーク                | トレイ・バーク           | トレイ・バーク                      | トレイ・バーク                            | ビクター・オラディポ        |
| 2013–14 | ダグ・マクダーモット      | ダグ・マクダーモット          | ダグ・マクダーモット     | ダグ・マクダーモット                | ダグ・マクダーモット                      | ダグ・マクダーモット        |
| 2014–15 | フランク・カミンスキー    | フランク・カミンスキー        | フランク・カミンスキー   | フランク・カミンスキー              | フランク・カミンスキー                    | フランク・カミンスキー      |
| 2015–16 | バディ・ヒールド          | デンゼル・バレンタイン        | バディ・ヒールド         | バディ・ヒールド                    | デンゼル・バレンタイン                    | バディ・ヒールド            |
| 2016–17 | フランク・メイソン        | フランク・メイソン            | フランク・メイソン       | フランク・メイソン                  | フランク・メイソン                        | フランク・メイソン          |
| 2017–18 | ジェイレン・ブランソン    | ジェイレン・ブランソン        | ジェイレン・ブランソン   | ジェイレン・ブランソン              | ジェイレン・ブランソン                    | ジェイレン・ブランソン      |
| 2018–19 | ザイオン・ウィリアムソン  | ザイオン・ウィリアムソン      | ザイオン・ウィリアムソン | ザイオン・ウィリアムソン            | ザイオン・ウィリアムソン                  | ザイオン・ウィリアムソン    |
| 2019–20 | オビ・トッピン            | オビ・トッピン                | オビ・トッピン           | オビ・トッピン                      | オビ・トッピン                            | ルカ・ガーザ                |
| 2020–21 | ルカ・ガーザ              | ルカ・ガーザ                  | ルカ・ガーザ             | ルカ・ガーザ                        | ルカ・ガーザ                              | ルカ・ガーザ (2)            |
| 2021–22 | オスカー・シブエ          | オスカー・シブエ              | オスカー・シブエ         | オスカー・シブエ                    | オスカー・シブエ                          | オスカー・シブエ            |
| 2022–23 | ザック・イディー          | ザック・イディー              | ザック・イディー         | ザック・イディー                    | ザック・イディー                          | ザック・イディー            |
| 2023–24 | ザック・イディー(2)       | ザック・イディー(2)           | ザック・イディー(2)      | ザック・イディー(2)                 | ザック・イディー(2)                       | ザック・イディー(2)         |
| 2024–25 | クーパー・フラッグ        | クーパー・フラッグ            | クーパー・フラッグ       | クーパー・フラッグ                  | クーパー・フラッグ                        | クーパー・フラッグ          |

## 廃止された賞
| 賞名                                             | スポンサー                         | 授与期間      |
| ------------------------------------------------ | ---------------------------------- | ------------- |
| ヘルムズ財団カレッジバスケットボール最優秀選手賞 | ヘルムズ財団                       | 1905年–1983年 |
| UPIカレッジバスケットボール最優秀選手賞          | UPI通信社                          | 1955年–1996年 |
| アドルフ・ラップ賞                               | ケンタッキー州アスレチック・クラブ | 1972年–2015年 |